# Gobernación de Astracán
La gobernación de Astracán (en ruso Астраханская губерния) fue una división administrativa del Imperio ruso, y después de la R.S.F.S. de Rusia, ubicada sobre el curso inferior del río Volga y con capital en la ciudad de Astracán. Fue creada en 1717 y existió hasta mayo de 1928.

## Geografía
La gobernación de Astracán estaba bordeada al sudeste por el mar Caspio y, remontando hacia el norte y en el sentido de las agujas de un reloj, por el óblast de Terek, la gobernación de Stávropol, el óblast del Voisko del Don, la gobernaciones de Sarátov, Samara y el óblast de Uralsk.
El territorio de la gobernación de Astracán corresponde a los actuales óblast de Astracán y Kalmukia, así como pequeñas porciones de los óblasts de Volgogrado y Rostov, el krai de Stávropol, Daguestán y Kazajistán.

## Historia
La gobernación fue creada en 1717 a partir de la parte meridional del gobierno de Kazán, y otras regiones le fueron añadidas durante el siglo XVIII. De 1785 a 1796 la gobernación formó parte de la provincia (namestnitchestvo) del Cáucaso. En 1917 el uyezd de la horda kirguisa fue agregado al gobierno de Astracán para formar la gobernación de Boukei. En 1928 el este fue suprimido y su territorio integrado al óblast del Bajo Volga.

## Subdivisiones administrativas
Al principio del siglo XX la gobernación estaba dividido en siete uyezds: Astracán, Ienotaievsk, Krasny Iar, Tsariov, Tcherny Iar así como los uyeds de la estepa kalmuka y de la horda kirguisa.

## Población
En 1897 la población de la gobernación era de 1 003 542 habitantes, de los cuales 40,8 % eran rusos, 25,0 % kazajos, 13,8 % kalmukos, 13,3 % ucranianos y 5,3 % tártaros.